# Republiška koordinacija
Republiška koordinacija (uradno Operativno koordinacijsko telo za primer izrednih razmer; tudi Republiška koordinacijska skupina) je bil najvišje poveljniško telo Republike Slovenije med slovensko osamosvojitveno vojno, ki je koordiniralo vse vojne operacije Teritorialne obrambe Republike Slovenije, slovenske milice in civilne obrambe.

## Zgodovina
Republiško koordinacijo je 18. marca 1991 na predlog obrambnega sekretarja Janeza Janše ustanovilo Predsedstvo Republike Slovenije.
Prvotno je bila koordinacija nastanjena v prvem nadstropju Izvršnega sveta RS, nato pa se je v noči iz 28. na 29. junij preselil v klet Cankarjevega doma.

## Organizacija
Člani
- vodja: republiški sekretar za notranje zadeve Slovenije Igor Bavčar
- namestnik vodje: republiški sekretar za ljudsko obrambo Slovenije Janez Janša
- Vinko Beznik, Miran Bogataj, Tine Brajnik, Miha Brejc, Miloš Bregar, Pavle Čelik, Milan Domadenik, Marjan Fekonja, Jelko Kacin, Franc Kokoravec, Jože Lovšin, Rudi Merljak, Stane Praprotnik, Janez Slapar, Janko S. Stušek, Bojan Ušeničnik, Anton Vereš, Ludvik Zvonar, Franci Žnidaršič

Koordinacijske podskupine
- Koordinacijska podskupina za Dolenjsko pokrajino (vodja Albin Gutman[4])
- Koordinacijska podskupina za Gorenjsko pokrajino (vodja Ivan Hočevar[3])
- Koordinacijska podskupina za Južnoprimorsko pokrajino (vodja Anton Žele[5]
- Koordinacijska podskupina za Ljubljansko pokrajino (vodja Marjan Starc[6])
- Koordinacijska podskupina za Severnoprimorsko pokrajino (vodja Drago Vidrih[7])
- Koordinacijska podskupina za Vzhodnoštajersko pokrajino (vodja Vladimir Miloševič)
- Koordinacijska podskupina za Zahodnoštajersko pokrajino (vodja Viktor Krajnc[4])